# Vuelo 771 de Alitalia
El vuelo 771 de Alitalia fue un vuelo regular internacional con múltiples paradas efectuado con un Douglas DC-8-43 desde Sídney con paradas en Darwin, Bangkok, Bombay, Karachi y Teherán a Roma con 94 personas a bordo. El 7 de julio de 1962, a las 18:40 UTC se estrelló contra una colina a 84 km al noreste de Mumbai mientras efectuaba la aproximación a Bombay.
El accidente fue atribuido a diversas causas potenciales, incluyendo un error de navegación que llevó al piloto a creer que estaba más cerca de su destino de lo que en realidad estaban; el fallo en el mantenimiento de la altitud recomendada de seguridad; y la falta de familiarización del piloto con la ruta de vuelo.

## Aeronave
La aeronave involucrada en el accidente era un Douglas DC-8-43 construido a inicios de 1962 y registrado como I-DIWD a nombre de Alitalia. En el momento del accidente, la aeronave había registrado 964 horas de vuelo. Los certificados de matrícula y aeronavegabilidad estaban en vigor. El comandante del vuelo había firmado el Certificado de mantenimiento el 6 de julio de 1962. La aeronave estaba equipada con un Receptor de navegación VHF, Receptor de senda de planeo, Receptor de radiobaliza, receptor ADF, Receptor Loran, Radar Doppler y un Transpondedor; pero la aeronave no tenía registradores de vuelo.
No se informaron problemas mecánicos y el centro de gravedad y el peso del DC-8 estaban dentro de los parámetros permitidos. 

## Tripulación
Nueve miembros de la tripulación estaban a bordo del vuelo. La tripulación de cabina estaba formada por:
- El capitán Luigi Quattrin, que tenía 50 años y era piloto desde 1939. Acumuló 13.700 horas de vuelo, de las cuales 1.396 fueron en el Douglas DC-8. Anteriormente había volado la ruta Roma-Bombay en aviones DC-6 y DC-7, pero no llegó hasta Bangkok. En el vuelo de familiarización para la ruta Bangkok-Bombay, que fue requerido por Alitalia para que se le permitiera volar la ruta como piloto al mando, voló la ruta a Bangkok a través de la ruta Teherán-Karachi-Bombay.

- El copiloto Ugo Arcangeli, tenía 33 años y era piloto desde 1956. Había acumulado un total de 3.480 horas de vuelo, de las cuales 1.672 habían sido de vuelo como copiloto en el DC-8.

- El ingeniero de vuelo Luciano Fontana, tenía 31 años y acumulaba 4.070 horas de vuelo, de las cuales 386 eran de vuelo en el DC-8.

Los seis miembros restantes de la tripulación eran auxiliares de vuelo. Tanto el capitán como el copiloto eran navegantes capacitados, pero no había ningún navegante individual en la tripulación de vuelo.

## Accidente
Después de comenzar inicialmente con 45 pasajeros en Sidney y tomar más pasajeros en las paradas a Darwin y Singapur, el vuelo 771 partió de Bangkok a las 15:16 UTC con 94 personas a bordo como se indica en la hoja de carga, aunque el plan de vuelo oficial declaró que iba a haber 98 personas a bordo. El plan de vuelo no fue firmado por el piloto al mando, una violación del Manual de Operaciones de Alitalia.
El vuelo 771 se comunicó por primera vez con el Centro de información de vuelo de Bombay a las 17:20, durante las cuales el vuelo solicitó un pronóstico meteorológico para aterrizar, además de indicar que su hora estimada de llegada sería a las 18:45 y su altitud de 36,000 pies (11,000 m). Entre los horarios de las 17:30 y las 17:47 fueron informados del pronóstico del tiempo local; Varios informes meteorológicos de Bombay en el momento del accidente indicaron que había lluvia ligera pero no tormentas eléctricas u otras condiciones peligrosas.
A las 18:20 el vuelo cambió a la frecuencia de aproximación de Bombay y solicitó iniciar el descenso sobre el punto de Aurangabad a una altitud de 20.000 pies (6.100 m). Se aprobó el descenso y se acusó recibo de la información meteorológica facilitada.
El vuelo inició el descenso a las 18:24:36 UTC, descendiendo de 35 000 a 20 000 pies (10 700 a 6 100 m) aproximadamente veinte minutos antes de aterrizar en Bombay con una ETA a las 18:45. A las 18:25 se autorizó el vuelo para tomar un nivel de transición de 4000 pies (1200 m). La información meteorológica se transmitió nuevamente a las 18:28:04, con el QNH en 29,58 pulgadas. A las 18:29 h se informó al controlador aéreo de la preferencia del vuelo por aterrizar en la pista 27. A las 18:38:34 h se preguntó al vuelo si realizaría un 360° sobre la baliza o aterrizaría directamente. A las 18:38:49, el vuelo solo respondió "OK", lo que generó cierta confusión sobre qué enfoque se tomaría. El vuelo aclaró poco después que haría un giro de 360° sobre la baliza exterior.
A las 18:38:54 el DC-8 alcanzó una altitud de 5.000 pies; el plan de vuelo proporcionado por Alitalia prescribía un descenso de 100 millas (160 km) a Bombay en 13 minutos. El vuelo continuó descendiendo más a 3600 pies (1100 m), muy por debajo de la altitud mínima de seguridad a 9000 pies (2700 m), así como por debajo de la altitud mínima de aproximación inicial de 4000 pies (1200 m).
La última comunicación que se escuchó de la aeronave fue a las 18:39:58 confirmando nuevamente el 360° sobre la baliza. El DC-8 se estrelló contra la colina Davandyachi con un rumbo de 240°. Los restos de la aeronave se encontraron esparcidos entre los árboles en la colina con los restos del altímetro de la cabina a una altitud de 3600 pies (1100 m), solo 5 pies (1,5 m) por debajo de la parte superior. El DC-8 quedó completamente destruido y todas las personas a bordo perecieron en el accidente.

## Causas
Los investigadores exploraron varias causas potenciales, entre ellas: errores de navegación que llevaron al piloto a creer que estaba más cerca de su destino de lo que realmente estaba; no mantener la altitud de seguridad recomendada; y falta de familiaridad del piloto con la ruta de vuelo. Inicialmente se sugirió la intoxicación del piloto, pero se descartó como causa contribuyente. El gráfico número 21 de la instalación de radio no mostraba el terreno en el que se estrelló el vuelo y solo indicaba la presencia de una ubicación a 13 millas (11 millas náuticas; 21 km) al norte a una altura de 5400 pies (1600 m).
Los investigadores concluyeron que los errores en la navegación llevaron al piloto a pensar que estaba más cerca del punto de descenso necesario que en la realidad, lo que resultó en un descenso prematuro para una aproximación directa por instrumentos durante la noche, lo que resultó en un vuelo controlado hacia el terreno. 
La OACI citó las causas secundarias del accidente de la siguiente manera:
- 1. Incumplimiento por parte del piloto de hacer uso de las facilidades de navegación disponibles para determinar la posición correcta de la aeronave.

- 2. Infracción de la altitud mínima de seguridad prescrita.

- 3. Falta de familiaridad del piloto con el terreno en la ruta.